# رود لاکاوانا
رود لاکاوانا (انگلیسی: Lackawanna River) یک ریزابه ۶۸ کیلومتر از رود ساسکوهنا در شمال شرقی پنسیلوانیا در ایالات متحده آمریکا است. این رود از منطقه شمال رشته‌کوه پوکونو می‌گذرد که زمانی مرکز آنتراسیت زغال‌سنگ در ایالات متحده بود. این رود از شمال شهرستان وین آغاز می‌شود و در شرق شهرستان لوزرن به پایان می‌رسد.